# Романюк, Борис Олегович
Бори́с Оле́гович Романю́к (род. 13 октября 1962, Рубцовск, Алтайский край, СССР) — советский футболист, защитник.

## Карьера
Воспитанник алтайского футбола. В 1979—1981 годах — игрок рубцовского «Торпедо». В 1982 году перешёл в ростовский СКА. В 1983 году пополнил ряды «Кузбасса». Завершил карьеру в 1990 году в «Уралмаше».

## Достижения
- Победитель зоны «Центр» Второй лиги: 1990
- Серебряный призёр 4-й зоны Второй лиги: 1980